# María Fux
Pour les articles homonymes, voir Fux.
María Fux, née à Buenos Aires le 2 janvier 1922 et morte le 31 juillet 2023, est une danseuse argentine, chorégraphe, physiothérapeute et pionnière de la danse-thérapie dans son pays.
Écrivaine et théoricienne de la thérapie à travers la danse, elle a conçu et perfectionné sa propre méthode de danse-thérapie. Elle a créé des écoles de danse - en Argentine et en Europe - où l'on suit ses enseignements. Elle a enseigné à des psychothérapeutes, des logopédistes, à des professeurs de danse et de gymnastique et à des psychologues, en développant des méthodologies visant à rétablir l'équilibre psychophysique et l'expressivité des personnes handicapées. Elle a étudié des méthodologies de travail sur l'intégration des personnes atteintes du syndrome de Down, souffrant de déficience mentale, de surdité, de problèmes d'isolement, d'autisme et sur l'intégration des personnes âgées.

## Biographie
María Ana Fux est fille d'immigrants russes juifs. En 1915, ses grands-parents maternels ont émigré en Argentine, avec onze enfants, pour échapper à un pogrom de juifs à Odessa ; sa mère était la plus jeune des enfants.
Dès son enfance, elle fut passionnée par la danse. À 13 ans, María Fux a commencé à prendre des cours de danse classique avec la danseuse russe Ekaterina Galanta. À 15 ans, elle a lu Ma vie, l'autobiographie d'Isadora Duncan.
Connaissant la philosophie de la danse d'Isadora Duncan, elle commença à chercher une forme de communication non verbale à travers le corps. Elle a progressivement développé une forme propre de danse-thérapie - discipline créée en Allemagne dans les années 1920 et recréée aux États-Unis dans les années 1940.
En 1941, à 19 ans, elle épousa Juan Aschero. Le 8 juin 1945 est né son fils unique, Sergio Aschero.
En 1953, âgée de 31 ans, elle a obtenu une bourse pour suivre des cours à l'école de la danseuse Martha Graham, à New York. Elle a laissé à Buenos Aires son fils de 7 ans, pendant l'année où elle a vécu aux États-Unis. Avec ces mots, elle a rappelé sa rencontre avec Martha Graham : « Un jour, en sortant d'une classe, j'ai finalement été seule avec la gigantesque et inaccessible Martha Graham. C'était dans l'ascenseur. Alors, dans mon anglais mauvais et entrecoupé, je l'ai suppliée de voir mes danses. Elle a accepté. En regardant sa montre, elle a dit qu'elle m'accorderait une demi-heure le lendemain. C'était une nuit infernale, j'ai regardé dans mon esprit chacune de mes danses et elles me semblaient toutes très pauvres. Finalement, le moment est venu. Elle m'attendait et moi, avec mes disques rayés, j'ai commencé à danser devant Martha. Je m'en fichais, c'était mon but. [...] Alors, avec sa voix gutturale, elle m'a dit en scandant les mots : « Tu es une artiste, ne cherche pas des maîtres, en dehors de toi. N'aie pas peur de faire des danses théâtrales, tu es une actrice. Continue à l'intérieur de toi, aussi longtemps que tu peux. Retourne en Argentine et n'attends rien des professeurs. Ta maîtresse est la vie. » ».

### Découverte de la danse-thérapie
À son retour à Buenos Aires, les difficultés de la fille sourde-muette d'une de ses amies l'ont incitée à développer la danse-thérapie pour les enfants, pour les adultes et pour les personnes handicapées. María Fux a parcouru les villes de l'intérieur de l'Argentine avec ses spectacles de danse et a donné des conférences sur la thérapie à travers la danse.

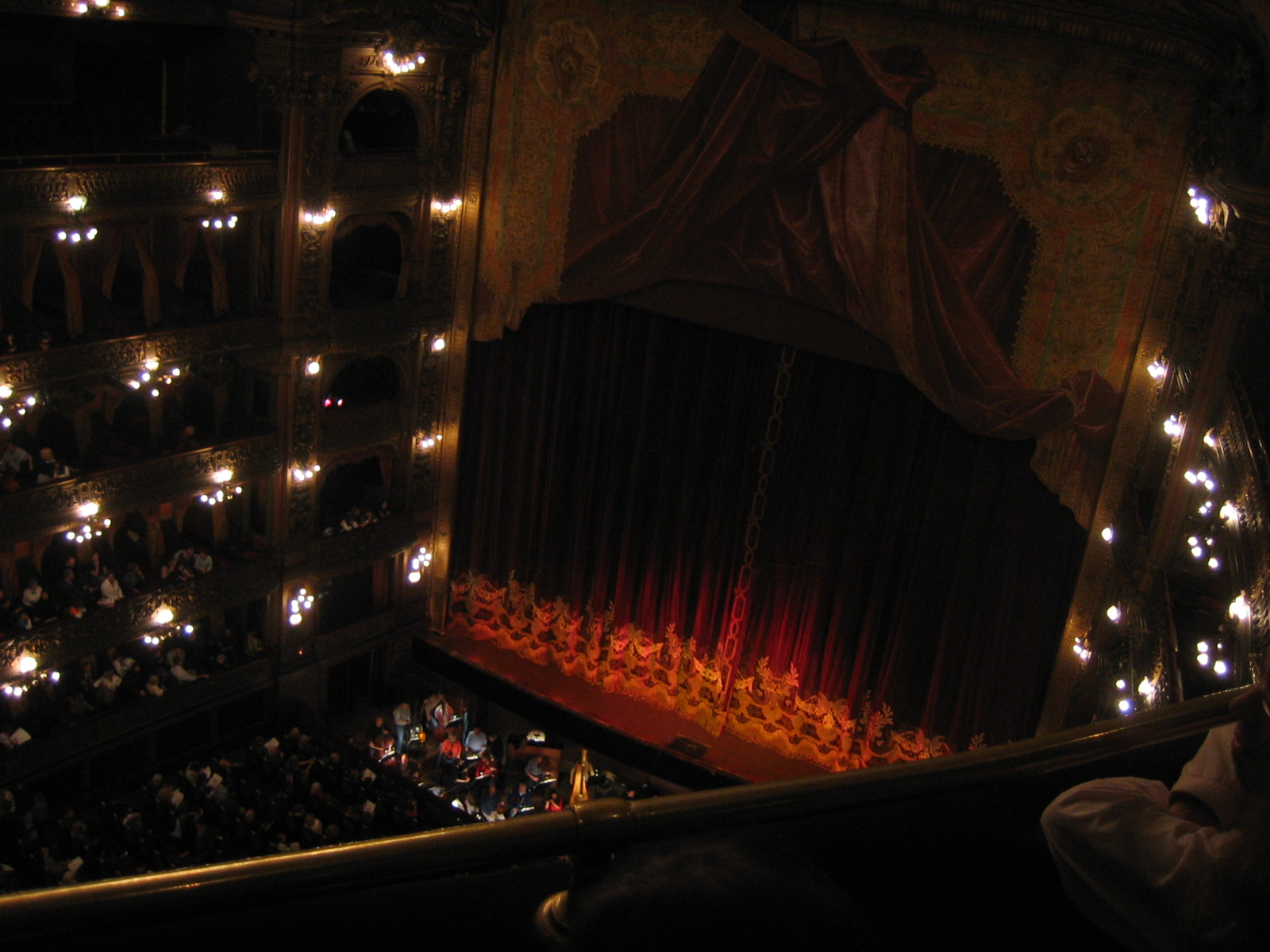
Teatro Colón, concert hall (Buenos Aires).

En 1954 et en 1960, elle se produisit au théâtre Colón de Buenos Aires, en tant que danseuse soliste. Elle réalisa des tournées artistiques au Brésil, aux États-Unis, au Mexique, au Pérou, à Moscou et à Varsovie. « Le Colón était merveilleux, si traumatisant que j'ai dansé avec de la fièvre. J'ai dansé deux fois sur Vivaldi et sur Debussy, sur la musique expérimentale de Stockhausen ; j'ai aussi dansé sans musique sur des poèmes de Lorca. Et me voilà... je ne sais pas comment j'ai osé... ».
De 1960 à 1965, elle a été directrice du Séminaire de Danse-thérapie à l'Université de Buenos Aires (UBA). Au cours de la même période, elle a été membre du jury du Fonds national des arts à Buenos Aires. De 1965 à 1990, elle a réalisé des spectacles de manière permanente au théâtre San Martîn et des séminaires pédagogiques de danse-thérapie dans les provinces argentines.
En 1961, elle a participé au court métrage Gillespiana, comme une danseuse et en 1965 à la production et à la chorégraphie du court métrage Génesis del Chaco.

### Diffusion de sa méthode de danse-thérapie
En 1967, à l'invitation de l'Institut de la Culture Hispanique de Madrid, María Fux a réalisé une tournée artistique, comprenant des récitals en Espagne. La même année 1967, elle s'est rendu en Israël, invité par l'Institut d'échanges culturels Israël Hispano-America et Portugal, et a effectué missions dans des villes, telles que Tel-Aviv, Jérusalem, Haïfa et dans divers Kibboutz, en donnant des spectacles et des conférences sur l'importance de la danse-thérapie dans l'éducation. En 1967, elle s'est rendu aussi à Lisbonne, où a réalisé des activités liées à la danse et à la danse-thérapie.
En 1968, María Fux a présenté au Congrès de musicothérapie, tenu à Buenos Aires, un travail intitulé La danzaterapia, un medio de comunicación para el sordo. En avril 1970, elle a pris la parole à la première Conférence latino-américaine des sourds-muets, où elle a travaillé sur l'importance de la danse comme moyen d'éducation et d'expression pour les enfants sourds.
Depuis 1974, elle se rendit en Espagne et en Italie où, dans les villes de Madrid, Saragosse, Milan, Florence et Trieste, il a des centres « María Fux » où on enseigne et on pratique sa méthode. En 1980, elle a été invitée par le British Council à l'Université de Cambridge. Elle mène en même temps des activités et des expériences directes dans la Clinique Tavistock, avec un groupe de médecins de l'Association Arooth, sur des malades mentaux et des toxicomanes. En 1984, invité par The Very Special Art, María Fux a présenté sa méthode de danse-thérapie au Centre John F. Kennedy pour les arts de la scène, à Washington DC.
En 1985, elle s'est rendue à Cuba, invité par le Ministère de la Culture de ce Pays. Elle a travaillé avec le Psicoballet de Cuba, a dispensé des cours sur la thérapie de divers handicaps avec sa méthode de danse-thérapie et a donné des spectacles. Entre le 1985 et le 2000, elle a organisé des cours de formation à la Royal Patronato de Personnes handicapées (dépendant de la reine Sofia d'Espagne) et a donné des spectacles au théâtre et à la télévision espagnole.
En 1996, elle a été invitée par l'Université Sorbonne-Nouvelle pour un séminaire destiné aux étudiants et aux professeurs de musicothérapie.
Elle a créé des spectacles de danse: Te recuerdo Isadora (Je me souviens de toi Isadora) 1980 ; Diálogo con el silencio (Dialogue avec le silence), 1987 ; Viajes de adentro hacia afuera (Voyages de l'intérieur vers l'extérieur), 1990. En mars 2011, elle a présenté son groupe de danse dans le spectacle ¿Ahora qué? (Et maintenant quoi?), au théâtre Veinticinco de Mayo de Buenos Aires.

### La danse-thérapie par ses mots
Dans les interviews, María Fux parle avec sincérité et simplicité de son activité de thérapeute, en ces termes : « Le nom danse-thérapie ne me plaît pas trop, parce qu'il implique une guérison et je clarifie toujours que je ne suis ni médecin ni psychologue, que je m'occupe de faire de l'art et de transmettre mon expérience aux autres. C'est pourquoi je préfère appeler "danse créative" et de cette façon je cherche l'intégration dans la vie ».
Des fragments de vie sortent de ses souvenirs : « Et je me souviens du voyage à Taiwan que j'ai fait en 1996, pour participer à un congrès sur l'art comme stimulant pour la créativité chez les gens avec des handicaps. « La nuit dernière avait été présenté le groupe national de Taïwan. - elle raconte dans le livre danse-thérapie Fragments de vie - Il s'agissait d'un ballet de 30 danseurs, hommes et femmes, tous incapables de marcher et d'utiliser leurs jambes. Quand le rideau s'est levé, le groupe a avancé vers le proscenium et, pendant quelques instants, qui semblaient interminables, ils ont simplement regardé le public. Puis on a arraché un rock lourd et ils ont commencé à glisser sur leurs fauteuils roulants. Ils étaient comme des racines. Ils montaient et descendaient, s'enroulaient et créaient des formes labyrinthiques, très impressionnantes. Leur danse était passion, tendresse, colère, douleur et joie. » ».

### Famille
Son fils, le guitariste et compositeur Sergio Aschero, a épousé la musicienne Anges Ruibal et il a une fille, la chanteuse Irene Aschero.

## Distinctions
- 1996 : Diplôme Unesco pour l'enseignement.
- 1996 : Professeur émérite à la faculté de psychologie de l'Université Abierta Interamericana.
- 1999 : Reconnaissance par les Nations unies pendant l'Année internationale du troisième âge.
- 2002 : Citoyenneté d'honneur de la ville de Buenos Aires.
- 2007 : Gratia Artis Award de l'Académie Nacional de Bellas Artes.
- 2008 : Silver Clover Award du Rotary International, pour le service à la communauté dans le champ de l'Art, la Science, l'Éducation et l'Action sociale.
- 2009 : Distinction Maîtres de vie, décerné par Ctera)[13].
- 2009 : Prix de la Fondation "Agenda de las Mujeres"[14].
- 2010 : Médaille du Bicentenario
- 2011 : Prix Fondo Nacional de las Artes
- 2012 : Prix Rosa de Plata del Congreso

## Œuvres
- (es) Primer encuentro con la danzaterapia, Paidós, 1982, 149 p.
- (es) La formación del danzaterapeuta, Gedisa, 1997, 112 p.
- (es) Danzaterapia: Fragmentos de vida, Buenos Aires, Lumen Argentina, 1998, 128 p.. Traduit en italien.
- (es) Danza, experiencia de vida, Ediciones Paidós Ibérica, 1999, 128 p.
- (es) Después de la caída... ¡continúo con la Danzaterapia!, Buenos Aires, Lumen Argentina, 2001, 94 p.
- (es) Qué es la danzaterapia, preguntas que tienen respuesta, Buenos Aires, Lumen, 2005, 72 p.
- (es) Ser danzaterapeuta hoy, Buenos Aires, Lumen Argentina, 2007, 120 p.
- (es) Imágenes de la danzaterapia, Buenos Aires, Lumen Argentina, 2009, 40 p.
- (es) El Color es Movimiento, Papers Editores, 2013, 109 p.

## Cinéma
- 2014 :  Dancing with Maria (it), film documentaire italien[15], réalisé par Ivan Gergolet et présenté dans la semaine de la critique de la 71ème Mostra de Venise[16]. Le film a été nommé, pour la catégorie documentaire, aux 28° European Film Awards 2015 et a reçu un reportage spécial, comme meilleur docufilm, aux Rubans d'argent 2015[17],[18].